# Lauri Pyykönen
Lauri Kalervo Pyykönen (Pirkkala, 20 aprile 1978) è un ex fondista finlandese.

## Biografia
In Coppa del Mondo esordì il 7 marzo 1999 a Lahti (78°) e ottenne il primo podio il 15 dicembre 2002 a Cogne (2°) e la prima vittoria il 26 novembre successivo a Beitostølen.
In carriera prese parte a un'edizione dei Giochi olimpici invernali, Torino 2006 (54° nella 15 km, 27° nella sprint, 5° nella sprint a squadre), e a quattro dei Campionati mondiali (12° nella sprint a Val di Fiemme 2003 il miglior risultato).

## Palmarès

### Coppa del Mondo
- Miglior piazzamento in classifica generale: 26º nel 2003
- 2 podi (entrambi individuali[1]):
  - 2 secondi posti